# 最低賃金 (ドイツ)
ドイツの最低賃金（ドイツのさいていちんぎん）では、ドイツにおける最低賃金について解説する。
ドイツの最低賃金は、従来、産業別・地域別に労働組合と使用者団体が締結する労働協約により最低賃金等の基本的な労働条件が、決定されてきたため、全国一律の最低賃金は法定されていなかった。
しかし、東西ドイツ統一は、労働組合の組織率が低下していることや、使用者団体が締結する労働協約に拘束されることを過大な負担と考える使用者が使用者団体から脱退したり、あるいは新たに設立された企業が労働協約へ拘束されることを嫌って使用者団体へ加入しないという企業があらわれていることから、労働協約により労働条件が決定される労働者が減少しており、低賃金労働者の増加が問題となっていた。
そのため、労働組合を支持基盤とする社会民主党（SPD）では 2007年から全国一律の最低賃金制度の導入を目指していたが、最終的にはCDU/CSU（CDU/CSU）との連立政権時である2014年にCDU/CSU が妥協する形で「最低賃金法」が制定され、原則として 2015年1月から時給8.5 ユーロの法定最低賃金が導入された。2025年1月1日に12.82ユーロへと引き上げた。2026年1月より13.90ユーロへ、2027年1月は14.60ユーロへ引き上げる予定である。

## 歴史的経緯

OECD各国の実質最低賃金（時給,PPPUSD）

### 東西ドイツ統一以前
ドイツはEU参加国のうち最低賃金法を導入していない7つの国の一つであった。
何故なら、ナチス時代に国家が直接労働条件を規制した歴史的経緯から、「賃金政策への国家介入」には、労使ともに強い警戒感がある。
そのため戦後は、労使自治 （Tarifautonomie）」に基づき、産別を中心とした労働協約によって賃金を決定してきた。
このやり方により、労働条件を守ってくれる保護機能を有すると同時に、賃金を切り下げることによる競争を防いでくれる面があった。

### 東西ドイツ統一後
しかし、東西ドイツ統一後により、状況は急変する。
実勢レートを無視した通貨統合、旧東ドイツ地域再建のための巨額の財政移転、同地域での過剰投資と過剰消費及びそれに伴う輸入増、インフレ抑制のための金利の高め誘導等により雇用情勢が悪化（特に旧東独地域）した。
更に産業構造や労働形態の変化、労働者の個人主義的傾向の高まり等を背景として、1990年代以降の労組の組織率低下と協約締結率低下という形で危機的な状況に陥りつつあった。
実際に、ドイツの労働組合員数はドイツ統一直後の1991年と2013年を比べると、以下のように半減していた。
- 組合員数：1,200万人 → 633万人
- 労組組織率:36% → 17.7%

この減少を反映する形で、産業別労働協約を適用される労働者も、以下のように減少していった。
- 旧西ドイツ地域:69%(1996年) → 59%（2005年）
- 旧東ドイツ地域:56%(1996年) → 42%（2005年）

また、2009年春に予定されていた中・東欧諸国8か国の労働者のドイツへの移動の制限の撤廃が、安価な外国人労働者の大量流入を引き起こし、それが賃金の切り下げ競争が起きることにつながると考えられた。また、2005年に導入されたハルツ第4法手当制度の下では、低賃金部門への就職圧力が高まっていった。
それら複数の要因が重なり、労使だけで賃金の下限を設定し、その協約賃金を労働者全体に行き渡らせることが次第に困難になった。
最低賃金制度導入に関する議論が2000年代前半のシュレーダー中道左派政権期に本格化し、シュレーダー政権末期に法定最低賃金導入の要求が提起された。
提起された背景には、ハルツ4法に対する批判であり、SPD党内では、この批判に対処しなければならないという考えがあった。ラインラント・プファルツ州首相でもあったクルト・ベックが「ドイツにアメリカのような雇用関係があってはならない」と発言したことは、それを象徴するものであった。
しかし、いままで協約自治システムをとっていたため、CDU/CSUとSPD右派は導入を反対した。そのため、SPDは、最低賃金制度導入ではなく、すべての業種において労働協約に基づく最低賃金の導入を目指すとする立場をとり、2005年連邦議会選に臨んだ。
選挙結果により、左翼党・民主社会党が躍進し、CDU/CSUがSPDと共に過半数が取れない状況を受け、第1次メルケル大連立政権の下でそれまでの方向性を転換し、「中道」路線を強調し始めた。
その一環として、CDU/CSUは「コンビ賃金（低賃金の雇用と賃金助成を組み合わせた雇用促進策。低賃金労働を受け入れた労働者に対して賃金の一部などを公的に援助することによって、一定の生活を保障しながら、低賃金労働市場の雇用創出を図る政策）」路線を事実上放棄し、派遣労働者も含めた全労働者対象の最低賃金制度導入の方針を受け入れ、導入する動きが広がった。
そして、ドイツ労働総同盟（DGB）と同調して、業種・ 地域ごとの最低賃金だけでなく、統一的な法定最低賃金を導入するという主張を前面に押し出した。
2009年連邦議会選挙後には、CDU/CSUと自由民主党（FDP）による第2次メルケル中道右派政権が樹立された。FDPは最低賃金制度導入には反対したが、SPDに対抗し、「社会的公正」への配慮を有権者へ示す為、導入の動きは進んでいくこととなる。
こうして、政権時代に積み残されていた業種レベルでの最低賃金導入がSPDとの交渉の下に実現されるとともに、CDU/CSUは「賃金の下限」という表現で、事実上の導入反対を放棄した。
また、別の方面から、食料・飲料・旅館業労働組合（NGG）により粘り強く要求されてきた。その理由は、
1. これらの産業では、使用者団体がないか、あっても低賃金交渉を拒否してしまうこと
2. 仮に労働協約が出来たとしても、低水準の最低賃金しか獲得できないと考えられたこと

であった。
こうして、2013年連邦議会選挙の結果、再び大連立政権が樹立されることになった時、この選挙において議席を失ったFDPを含めて、すべての主要政党は事実上法定最低賃金の導入を支持するか、少なくとも反対を放棄するに至っていた。

### 最低賃金制度導入後（2014年7月）
その結果、2014年7月、ドイツ下院はドイツ国内の最低賃金を時給8.50ユーロとする法案を可決した。この法律は2015年1月から施行された。下院での採決では法案賛成が圧倒的多数であり、投票数605のうち賛成が535票、反対が5票、棄権が61票という結果だった。この当時の最低賃金水準はフランスの時給9.43ユーロには劣るが、英国の6.31ポンド（換算値約6.50ユーロ相当）や米国の7.25ドル（約4.20ユーロ相当）よりも高い。最低賃金導入はアンゲラ・メルケル政権の連立与党である中道左派ドイツ社会民主党の重要課題だった。ドイツ副首相のジグマール・ガブリエルは「これはドイツにとって歴史的な日である」として最低賃金法の立法化を歓迎した。
そして、2020年1月から連邦労働社会省(BMBF)主導の下で「職業教育近代化法(BBiMog)」が成立し、職業訓練最低手当(MAV)が定められ、適用除外されていた職業訓練生(Auszubildende, Azubi)」に対して、最低賃金を適用することが決まった。
但し、施行予定日の2020年1月1日以前に締結した労働協約は、逸脱が可能で、その場合は最低賃金を下回る設定が出来てしまう。
一方、「実習生(Praktikant)」は、企業で研修する者を指し、原則として法定最低賃金の適用対象である。しかし、例外的に一部の大学や校則等で、履修課程の一環で義務として実習を行う場合等は、最低賃金法22条によって、法定最低賃金の適用対象外とされる。
2022年10月に、ドイツの最低賃金が中央賃金の約48%であり、EU内で推奨される60%を下回っていることを背景に、2021年12月8日に発足したショルツ内閣が60%を達成できるように、60％に当たる12ユーロへ1回で改定させるため、法案審議によって時給12ユーロに引上げることとなった。また、フーベルトゥス・ハイル労働社会相は連邦議会における法案趣旨演説で、中低所得者の救済や社会的団結の維持の重要性を説いた上で、この引上げによって生活費高騰に苦しむ女性や旧東ドイツ地域の労働者を主とした約620万人に恩恵を与えると説明している
2025年2月23日に行われた選挙で大連立を組んだキリスト教民主同盟（CDU）」、「キリスト教社会同盟（CSU）」、「社会民主党（SPD）」の3党により、社会民主党（SPD）の意向を汲んだ形で2026年までに15ドルへ引き上げる方針となったが、最低賃金委員会は労働市場や経済動向、そして労働者の保護という最低賃金本来の機能を総合的に考慮した結果、方針と異なる引き上げで勧告する形となった。この勧告に対して、社会民主党（SPD）は最低賃金委員会が全会一致で決めたことを理由に受け入れた。

## 決定方式

### 一般最低賃金
最低賃金額の決定は、常設の最低賃金委員会が2年ごとに最低賃金額の適切性について決議を行う（ 一般的最低賃金法第9条第1項 ）（審議は非公開[ 一般的最低賃金法第10条第4項]）。
決議は単純過半数の賛成により行われる（一般的最低賃金法第10条第2項）。
賛成が過半数に至らない場合、委員長が斡旋の提案を行い、なお賛成が過半数に至らない場合は、委員長が議決権を行使する）。
連邦政府は法規命令により最低賃金委員会により提案された適切な最低賃金を規定する。（一般的最低賃金法第11条第1項 ） 
最低賃金委員会:議長1名、常任委員6名（労使各3名ずつ）、諮問委員2名（学術分野からの委員[労使提案]、議決権なし）で構成される。（ 一般的最低賃金法第4条第2項 ） 常任委員と諮問委員は、各々グループ毎に必ず1名以上の男性及び女性を含めなければならない。そのため、2020年時点の最低賃金委員会の男女構成は、9人のうち3名が女性となっている。
決定基準（一般的最低賃金法第9条第2項） 
- 最低賃金委員会は、労働者にとって必要な最低限度の保護に寄与し、公正かつ機能的な競争条件を可能とすること
- 雇用を悪化させないために、いかなる額の最低賃金が適切かを、総合的に勘案して審査を行うこと
- 最低賃金委員会は、最低賃金の決定に際し、労働協約上の動向に従うこと

しかし、実際にはそれぞれの労働協約による賃金上昇率を国全体で平均化させた賃金上昇率を最低賃金引き上げ率として、事実上決定されている。
その理由は、最低賃金委員会は2016年6月28日の決議書で、「調整額を勧告するための基礎として、協約賃金の動向は重要である。何故なら、労働協約当事者（労使）は、協約締結時に労働者の利益や企業競争力の維持、さらに雇用確保なども含む、包括的な判断をするからである」と説明しているからである。また、結果として協約当事者による賃金の決定が最低賃金の改定に反映される形になっているとも言える。そのため、最低賃金委員会開催前に、連邦統計局により、開催前までの労使交渉で決定した労働協約賃金全体の引き上げ率を提示している。
一方で、この決め方に対して、最低賃金委員会の形骸化を指摘する声もある。
その後、2025年1月22日にEU最低賃金指令第5条第2項および第4項に対応する形で従来重要視していた「労働協約賃金の動向」と共に賃金総額の中央値の60%の指標が加わることとなった。ただし、特別な経済状況の場合は、その指標を満たさなくてももよいとの逸脱できるようにあっている。
最低賃金は以下のように改定されていった。
2017年：時給8. 84ユーロ（引き上げ率4. 0%）
2017年の最低賃金額決定の際、最低賃金導入（2015年1月1日）後から検討時までに締結された労働協約ごとの平均賃金上昇率のデータから、連邦統計局によって最低賃金引き上げ率を算出した。
当初は時給8. 77ユーロ（引き上げ率3. 2%）という改定額が提示された。しかし、その後、2016年4月末に妥結した統一サービス産業労組（Ver.di）の公務分野の協約賃上げ率（4. 75%）も算入し、上記の最低賃金額となった。
2019年: 時給9.19ユーロ、2020年:時給9.35ユーロ
最低賃金委員会は2018年6月26日、最低賃金(時給)を、現在の8.84ユーロから二段階で引き上げるよう政府に勧告した。
今回の改定でも、過去2年の協約賃金全体の動向を踏まえて、9.19ユーロへの引き上げ勧告が想定されていたところ、2018年前半に妥結した金属産業等の協約賃金も最終的に考慮され、9.35ユーロまでの二段階の引き上げ勧告になった。
2020年：2021年1月1日に9.50ユーロ、同年7月1日に9.60ユーロ、2022年1月1日に9.82ユーロ、同年7月1日に10.45ユーロ
2021年の最低賃金額を連邦統計局により、時給9.82ユーロにすべきと示唆された。しかしながら新型コロナウイルス流行の影響を鑑み、2021年は小幅な引き上げに留めておき、2022年にその金額に引き上ることとした。それと同時に、その年の7月に新型コロナウイルスの影響が去ったことによる景気回復を見据えて、大幅に引き上げる形とした。
2022年：2022年10月に時給12ユーロ
最低賃金創設より、最低賃金委員会の議論と勧告により改定されていた。しかし、ドイツの最低賃金が中央賃金の約48%であり、EU内で推奨される60%を下回っていることを背景に、法案審議によって政府主導で引き上げることとなった。
2023年:2024年1月1日に時給12.41ユーロ、2025年1月1日に時給12.82ユーロ
2023年6月26日に上記の最低賃金額に引き上げることを最低賃金委員会が勧告した。しかし、労使一致せずに労働者側が反対のまま議長による議決権を行使して、勧告を多数決で決められる事態が最低賃金制度創設以来初めて行われた。労働者側が反対した理由は、EUの求める水準(フルタイム労働者の中央賃金の60%以上)を満たす場合、時給14ユーロ相当への引き上げをする必要があり、現状の勧告案では低いとみなしたためである。
2025年:2026年1月1日に時給13.90ユーロ、2027年1月1日に時給14.60ユーロ
2025年6月27日に上記の最低賃金額に引き上げることを最低賃金委員会が勧告した。決定の際、全会一致で決定した。今回の引き上げについて、「労働市場や経済動向、そして労働者の保護という最低賃金本来の機能を総合的に考慮した結果」により、2025年2月23日に行われた選挙で大連立を組んだ「キリスト教民主同盟（CDU）」、「キリスト教社会同盟（CSU）」、「社会民主党（SPD）」の3党により、社会民主党（SPD）の意向を汲んだ形で2026年までに15ドルへ引き上げる方針と異なる形になっている。

### 業種別最低賃金
これとは別に、業種別最低賃金が複数の業種で存在する。
これは労働組合と使用者が交渉をして労働協約で定めるもので、連邦労働社会省（BMAS）によって一般的拘束力宣言（労働協約を締結した当事者[労使]以外にも、労働条件やその他の待遇などの規定を拡張して適用することを指す）が行われる。業種別最低賃金は労働協約に拘束されない事業所も含めて、その業種のすべての事業所に適用される。
そして労働者送り出し法（Arbeitnehmer-Entsendegesetz:AEntG）によって全てのドイツ国内の企業（国外企業含む）及び労働者（ドイツ国籍以外の労働者含む）に対して、労働協約で定められた最低賃金の適用を義務づけている。
更に、法定最低賃金を下回ることは現在禁止されているため、いずれの業種も法定最低賃金を上回る額となっている。ただし、食肉加工業は2023年12月1日に時給12.30ユーロへと廃棄物処理業は2021年10月に10.45ユーロへ引き上げたが、一般最低賃金が2024年1月1日に時給12.41ユーロ、2025年1月1日に12.82ユーロへ引き上がったため、この産業で働く労働者は業種別最低賃金ではなく一般最低賃金が、2024年1月1日以降に適用されている。
業種別最低賃金は、一部であるが、以下のようになっている。
- 屋根工事（Dachdeckerhandwerk）（2025年1月時点）

未熟練労働者は、14.35ユーロ
熟練労働者と職人は、16.00ユーロ
- 建物清掃業(Gebäudereinigerhandwerk)（2025年1月時点）

建物内部・メンテナンス清掃の場合は14.25ユーロ
ガラス・外装清掃の場合は、17.65ユーロ
- 電気工事業 (Elektrohandwerke)（2025年1月時点）

14.41ユーロ
- 介護サービス（Pflegebranche）(2025年7月時点)[24]

職業訓練を受けていない補助者（未経験者）は、16.10ユーロ
介護補助士（看護介護補助士）の場合は、17.35ユーロ
介護士（看護介護専門士）は、20.50ユーロ
- 食肉加工業（Fleischwirtschaft）（2023年12月時点）

12.30ユーロ(2024年1月以降は、法定最低賃金を下回るため適用されず)
- 煙突掃除（Schornsteinfegerhandwerk）(2024年1月時点)

14.50ユーロ
- 派遣労働(Leiharbeit/Zeitarbeit)(2025年3月時点)

14.53ユーロ

### 職業訓練生(Azubi)

#### 最低月給額
2020年より、職業訓練最低手当(MAV)が定められ、最低賃金が適用されている。
2020年の導入当初に月額515ユーロ、2021年に同550ユーロ、2022年に同585ユーロ、2023年に同620ユーロへと、4年かけて段階的に引き上げられた。さらに、訓練年数に応じて、訓練2年目に18%、3年目に35%、4年目に40%の上乗せ手当が加算される。2024年以降は、連邦教育・研究省が毎年の最低賃金額を決定することとしている。
ただし、施行予定日の2020年1月1日の時点で締結済みの労働協約の場合は、逸脱が可能で、その場合は最低賃金を下回ることもあり得る。
なお、2025年の最低月給額は、訓練1年目は682ユーロ、2年目に805ユーロ、3年目に921ユーロ、4年目に955ユーロとなっている。

#### 導入経緯
ドイツの職業訓練制度は、若者が労働市場に入るための主要経路の一つとなっているが、訓練後の採用保障はなく、長期間にわたり薄給(法定最低賃金の適用対象外)で多くの業務をこなさなければならないため、一部の訓練生から不満の声も上がっていた。
他方で、企業にとっては、数年間の訓練を通じてより良い人材を獲得したいという思惑のほか、当該地域における社会的責任を果たすために、多くの訓練生を雇い、時間や費用をかけて人材育成を行っているという側面もある。
導入前の職業訓練生の協約手当は、職種や地域によって差があった。
導入前年に当たる2019年の主な訓練初年度の職業訓練生の協約手当は、最も高い額で、バーデン・ビュルテンベルク州の金属・電気産業で月額1,037ユーロであり、逆に最も低い額だったのは、ブランデンブルク州の美容師で、月額325ユーロであった。
また、同じ職種でも地域によって差があり、例えば自動車整備士の場合、バーデン・ヴュルテンベルク州では月額819ユーロだったが、テューリンゲン州では月額650ユーロとなっていた。
また、最低賃金導入により、訓練途中で辞めてしまう者を減少させる効果を期待したことも導入要因の1つでもあった。

#### 訓練内容
実務と座学を並行して行う二元的な訓練制度(デュアルシステム)の枠内で学ぶ者が多い。約350ある職業訓練職種のうち、男性は自動車や機械、電気などの技術職種、女性は小売や事務などのホワイトカラー職種を希望する者が多い。
訓練内容は、企業における実務が週3 - 4日、職業学校における座学が週1 - 2日と、実務の比重が大きい。また、法律で規定されており、期間は職種や受講生の保有資格によって2年～3年半、最終試験に合格すると訓練修了資格が取得できる。職業訓練は企業・訓練生双方に参加義務はなく、あくまで自主性に基づく制度である。
そして、企業と訓練生との間で「職業訓練契約」を締結し、期間中は訓練手当(月額賃金)が支給され、社会保障の対象にもなっている。

## 減額・適用除外
- 一部の企業実習生(Praktikant)：企業で研修する者を指し、原則として法定最低賃金の適用対象である。しかし、例外的に一部の大学や校則等で、履修課程の一環で義務として実習を行う場合等は、最低賃金法22条によって、法定最低賃金の適用対象外とされる。例外的に適用対象外になるのは、
  1. 職業訓練規則や各学校(大学を含む)の規定等で義務付けられた職業訓練の一部として実習を行う者
  2. 職業訓練の適性確認期間(オリエンテーション期間)や大学教育開始前に行う3カ月以内の実習
  3. 職業訓練や大学の職業教育に付随する3カ月以内の実習(同一実習生との間で、それ以前に実習関係がない場合に限る)
  4. 社会法典第3編第54a条に基づく導入訓練もしくは職業訓練法68 - 70条に基づく職業訓練準備の実習

なお、以上の法的関係の指定に関係なく、契約関係の実際の配置や実施(職業訓練法における職業訓練や同等の性質の実践訓練を構成するものではなく)に基づき、一定期間、企業内で具体的な活動を行っている者を実習生とみなす。
- ボランティア
- 1年以上失業していた長期失業者は、雇用後最初の 6ヶ月間

## 履行保証

### 取締機関
最低賃金制度の運用監視は、連邦財務省所管の税関（ZOLL）内にある闇労働税務監督局（Finanzkontrolle Schwarzarbeit, FKS）が担当している。
FKSは、従来から闇労働（Schwarzarbeit）を取締まっていた税務局と、不法就労対策を担当していた労働局の業務が統合され、2004年に誕生した。また、後者の職員はそのままFKS全員異動している。
2017年時点の税関職員総数は 3万9,000人で、そのうち6,700人が闇労働税務監督局(FKS)で勤務している。2015年の法定最低賃金導入により全産業・職場に監視対象が拡大されることを見越して、導入前から増員している。2019年までに1,600人増やして、8,300人体制で、最低賃金を含む闇労働全体の取締り強化を計画している。
全職員のうち、女性職員は25 - 30%程度で、年々女性の割合は増加している。
最低賃金を取締まる職員は、闇労働税務監督局(FKS)が単独で採用を行い、中級職員は2年、上級職員は3年半の職業訓練を受ける。
訓練内容は、税務管理に関する知識教育、捜査に必要な護身術、射撃訓練等である。FKSの職員は、希望すれば他部署で税関職員として働くことも可能だが、全て公募制である。また、職員は、闇労働防止法(SchwarzArbG18) に基づいて任命され、司法警察権を有し、立入調査権や逮捕権などを有する。専門的な知識を習得するために、任命後も継続教育訓練（在職訓練）を節目ごとに受講する。2015年の法定最低賃金導入時には、それまでの業種別最低賃金と法定最低賃金の差違に重点を置いた研修を全員が順に受講した。
闇労働税務監督局(FKS)の事務所は、ドイツ全土に設置されており、41の税関に設置されている。

### 取締り対象
「闇労働(Schwarzarbeit)」と「不法就労(Illegale Beschäftigung)」は、FKSが以下のように定義し、その両方に対処している。
| 闇労働(Schwarzarbeit)                                             | 不法就労(Illegale Beschäftigung)                            |
| ----------------------------------------------------------------- | ----------------------------------------------------------- |
| 1. 社会保険料不払い 2. 給付の濫用 3. 営業法・手工業法違反 4. 脱税 | 1. 外国人の不法就労 2. 最低労働条件違反 3. 違法な労働者派遣 |

### FKS調査官
FKSは、専門分野E（(1)防止・審査・捜査、(2)組織的不法就労）と、専門分野F（処罰）に分かれて取り締まり業務を遂行している。

#### 専門分野E
専門分野Eの捜査官は、闇労働撲滅法2条に基づき、審査任務を遂行する。
審査内容は
1. 社会保険負担義務
2. 社会保障給付の受給
3. 労働許可
4. 労働者送り出し法（AEntG)
5. 最低賃金法（MiLoG）
6. 労働者派遣法（AÜG）などの各種法律に基づく労働条件の適合性
7. 税制上の義務の遵守

であり、これらを総合的に審査する。
捜査権限としては、就労者への聞き取り調査では、以下のことを捜査する。
1. 事業所や現場で就労する者の労働作業中に立ち入る権限
2. 当該の場所で就労する者に聞き取りを行う権限
3. 関連書類の閲覧
4. 自動車の停車指示権限

業務書類の審査では、以下の業務が出来る。
1. 使用者／委託者／派遣先の事業所及び現場への営業時間中の立ち入り
2. 業務関連の全ての書類閲覧

#### 専門分野F
専門分野Fの担当官は、以下の違反に対処する。
1. 闇労働撲滅法2条1項の規定による審査対象と直接的に関係のある犯罪行為の訴追
2. 闇労働撲滅法2条1項の規定による審査対象と直接的に関係のある秩序違反

また、闇労働税務監督局（FKS）が秩序違反法36条1項1号の意味における管轄の行政当局である限りにおいて、当該秩序違反の訴追及び処罰が可能である。

### 違反の把握
主に、違反被害者や近所の人、通報によるものが多い。また、他省庁の職員からの情報提供などもある。

### 現場での取り締まり
この通報の内容の事実の有無を検証したうえで、実際の労働現場や企業を捜査する。場合によっては、同企業の別の地域の事業所も捜査した方が良いと判断する場合もある。また、ある特定期間に予防的理由で重点的に特定産業の現場に立ち入ることもある。多いのは、建設業や運送業などで、その場合は、全国のFKS職員が一斉に管轄地域の立ち入り調査を実施する。
闇労働税務監督局（FKS）の担当者が現場に入る場合、常に銃を携行して、2人体制で現場に行く。大きい建設現場ともなると100人体制となる。また、FKSにとって危険を伴うと判断した場合は、税関の特殊部隊（ZUZ）に応援を要請する場合があるが、基本現場ではFKSが指揮をとる。
違反企業の呼び出しは基本しないが、場合によっては、違反企業が委託する税理士事務所に入ることもある。

### 取り締まりの困難さ
履行確保で難しい点は、実労働時間の把握が非常に難しいことである。
以下の例により、把握を難しくさせている。
- 法律で労働時間の記録義務が定められているが、労働時間の改ざんをする。
- 使用者側が労働者との雇用関係を偽り、偽装請負や偽装自営を行い、最低賃金法の枠から外させる。
- 特に運送業に多いが、待機時間は就労時間であるのに、就労時間とせずに休憩時間とするケースや、回送（荷物を降ろしてトラックを空で運転する場合）を就労時間として扱っていないケースなども多い。

他にも、スーパーで多いのが、自社の商品券や製品を給料として組み込んでしまうケースである。
更に、非常に取り締まりを難しくさせているのは、最低賃金導入により、諸手当が削られ、実質的に賃下げされたケースである。また、実習生（Praktikant）に関わる事案も多い。正式な社員としてではなく、実習生として採用するというパターンがよく見られる。また、FKSの取締りに対して、使用者が反対の主張をした場合、その主張の矛盾点をついて確証しなければならないという難しさがある。

### 違反した場合の処罰
法定最低賃金導入当初の半年間は、処罰することよりも、最低賃金制度に関して、説明し、制度を周知させることを重点に置いていた。
ただし、半年たっても改善しない企業は、積極的に取り締まっていた。
従って、ある程度現場に裁量が委ねられており、最低賃金違反を発見した場合、説明（是正指導）のみで終わる場合もあれば、是正せずに放置する悪質なケースについては、書類送検・起訴をして、罰金を科すこともある。
最低賃金に関する違反をした場合、労働時間の記録違反など軽度なものには上限3万ユーロ、意図的な違反など重度のものには上限50万ユーロの罰金を科している。また、違反事業者は、公共委託から排除される（最低賃金法19条）。

## FKS以外の取締機関
最低賃金の監視は、FKSの他に年金運営機関、公共調達に関する州当局、労働安全衛生担当局、営業監督官、連邦雇用エージェンシー（BA）、社会保障給付関連機関なども関連業務として実施している。
ただ、年金運営機関やその他の機関は、「書類審査」のみであるため、実際に現場に赴いて労使へ事情聴取をした上で濫用の有無を判断するFKSとは大きな違いがある。また、いずれの組織も、最低賃金の監視を主目的にしているわけではなく、例えば、雇用エージェンシー（AA）などの職業安定機関は、求職者が失業手当を申請する際に、最低賃金違反を見つければ、場合によってはFKSに通知することがあるが、FKSのように取締まる機能はない。

## 問題点

### ミニジョブ
ドイツではパート労働の1種にミニジョブがある。
これは、月収入520ユーロ以下で、所得税と社会保険料の労働者負担分が免除される制度である（ただし、使用者は免除されず、税金、健康保険、年金保険の計31.4%の負担義務がある。また、年金保険については。2013年以降、原則加入義務対象（2023年6月時点で総収入の3.6%の保険料負担）となったが、労働者が使用者に文書で適用除外を申請すると免除される）。
2025年2月時点でミニジョブ労働者は約752万1,700人であった。このうち、ミニジョブの専業従事者は約410万1,100人で、本業のほかに税負担のない副業としてミニジョブに従事する者は約342万800人であった。多くは、小売、飲食、宿泊、保健・医療施設、福祉施設、ビル清掃業などのサービス分野で働いている。
ただし、この人数には、(1)自営で副業を行っている者、(2)月収520ユーロを超えて副業を行っている者は含まれていない。
そして、ミニジョブ労働者は、最低賃金制度が導入された2015年時点で約半数（2015年：50.4%［5.5ユーロ未満：20.1% 5.5 - 8.49ユーロ未満：30.3%］）が最低賃金未満の時給額で働いていた。

### 最低賃金未満労働者の存在
ドイツ経済社会研究所(WSI)の最新調査では、2019年4月時点で、労働者の約52.7万人が最低賃金を下回る時給で働いていたことが判明した。これは、ドイツで働く労働者の約1.3%が下回る時給で働いたことになる。
最低賃金未満は、以下の傾向がある
- 性別 男性:1.1% 女性:1.5%（2018年時点）[34]
- 地域 ドイツ西部（1.3%） ドイツ東部（1.1%）[33]

女性が多い理由は、多くの中小企業とミニジョブのあるサービス産業で多くの女性従業員が働いるためである。
また、時給12ユーロ引き上げ前の2022年4月時点で、時給12.5ユーロ未満の労働者は約752.4万人であり、ドイツで働く労働者の約19%を占めた。
また産業別で時給12.5ユーロ未満の労働者が占める割合が最も多いのが宿泊・飲食サービス業の約63%（約101.5万人）、次いで農業・林業及び漁業が約56%（約21.6万人）、3番目に芸術・娯楽及びレクリエーション業の約43%（約21.4万人）であった。逆に最も低いのが電気・ガス・蒸気及び空調供給業の0.5%未満（500人未満）、次いで行政の約3%(約7.5万人)であった。
更に、東西別でベルリンを含めた西ドイツ地域は約18%に対して東ドイツ地域は約23%と東ドイツの方が高いが、2018年に比べてその差が縮小している。